# The Secret Agent (film)
The Secret Agent (portugisiska: O Agente Secreto) är en brasiliansk kriminaldramafilm som hade premiär på Cannes filmfestival den 18 maj 2025. Den är regisserad av Kleber Mendonça Filho som även skrivit filmen manus.

## Handling
Filmen utspelar sig år 1977 och handlar om en teknologiexpert som flyr från ett mystiskt förflutet och återvänder till sin hemstad Recife i hopp om att finna ro. Han inser snart att staden är långt ifrån den tillflyktsort han sökt.

## Rollista (i urval)
- Wagner Moura - Marcelo
- Udo Kier - Hans
- Gabriel Leone - Bobbi
- Maria Fernanda Cândido - Elza
- Thomás Aquino - Arlindo